# Guido Mazzoni
Pour les articles homonymes, voir Mazzoni.
Guido Mazzoni, dit Il Paganino ou Il Modanino, est un sculpteur, peintre et enlumineur italien, né en 1450 à Modène et mort dans la même ville en 1518, qui excella dans l'art sacré et plus particulièrement dans l'exécution de groupes de personnages en terre cuite.

## Biographie
On connaît peu de choses sur l'apprentissage artistique de Guido Mazzoni. Les sources documentaires postérieures à 1470 témoignent de son activité dans le domaine de la production de masques de théâtre en papier mâché et d'ensembles décoratifs pour les fêtes publiques (parmi lesquelles celles qui se déroulèrent à Modène en l'honneur d'Eleonora d'Aragona, femme d'Hercule d'Este). On suppose qu'à partir de cette date son talent lui a valu des appréciations de plus en plus élogieuses pour ses qualités de son travail sur terre cuite, matériau exigeant une grande précision dans l'exécution de l'anatomie des personnages, et, grâce à la polychromie des revêtements picturaux, pour le naturel des vêtements.
Le succès que Mazzoni sut conquérir est lié à un genre artistique qui, au XVe siècle, connut une grande popularité en Italie du Nord : les groupes de statues polychromes grandeur nature représentant les Lamentations autour du Christ mort (it) (Compianto sul Cristo morto). À partir de formes stylistiques extrêmement populaires, au pathos immédiatement expressif, il réalisa entre 1475 et 1490 un nombre important de ces groupes sculptés : le Compianto de Busseto, pour l'église Santa Maria degli Angeli (affiliée à cette époque à l'ordre des frères mineurs), ceux de Modène, pour l'église San Giovanni Battista, de Ferrare, pour Santa Maria della Rosa (aujourd'hui dans l'église du Gesù), de Crémone (dispersé) et de Venise (dont de nombreux fragments sont conservés au musée municipal de Padoue). Il a également exécuté avant 1491 la Vierge à l'Enfant (Madonna col Bambino) de Guastalla et la célèbre crèche (Presepio) aujourd'hui installée dans la crypte de la cathédrale de Modène (dite aussi Madonna della Pappa (Vierge à la bouillie), à cause du geste familier de la nourrice soufflant sur une cuillère pour refroidir la bouillie avant de la donner à l'enfant).
Le langage populaire et de forte tension spirituelle adopté par Guido Mazzoni, langage toujours présent dans la peinture contemporaine ferrarese, ne l'empêcha pas de recevoir une reconnaissance importante par l'aristocratie. En 1491 il fut appelé à Naples auprès de la cour aragonaise de Ferdinand Ier pour lequel il réalisa un buste de bronze (aujourd'hui conservé au musée Capodimonte).

Le roi de France Charles VIII, découvrant Mazzoni lors de son passage à Naples, décida de l'emmener avec lui à Paris. Les documents de l'époque le mentionnent comme peintre et enlumineur. Il travailla avec Giovanni Giocondo au château d'Amboise, gagnant estime et admiration. À la mort de Charles VIII, il fut chargé d'exécuter le tombeau royal destiné à la basilique de Saint-Denis, œuvre en bronze émaillé et entouré, dans la niche destinée à l'accueillir, de statues d'anges et de vertus en pleurs. Le sépulcre fut détruit lors de la profanation des tombes royales pendant la Révolution française.
Après un bref séjour en Italie en 1507, il revint en France au service de Louis XII. Il travailla au château de Blois, réalisant deux statues du roi : l'une en costume de chasse et la seconde, en pierre, comme monument équestre placé à l'entrée du château. Il retourna à nouveau à Modène en 1516 et mourut dans sa ville natale le 13 septembre 1518.

## Profil artistique

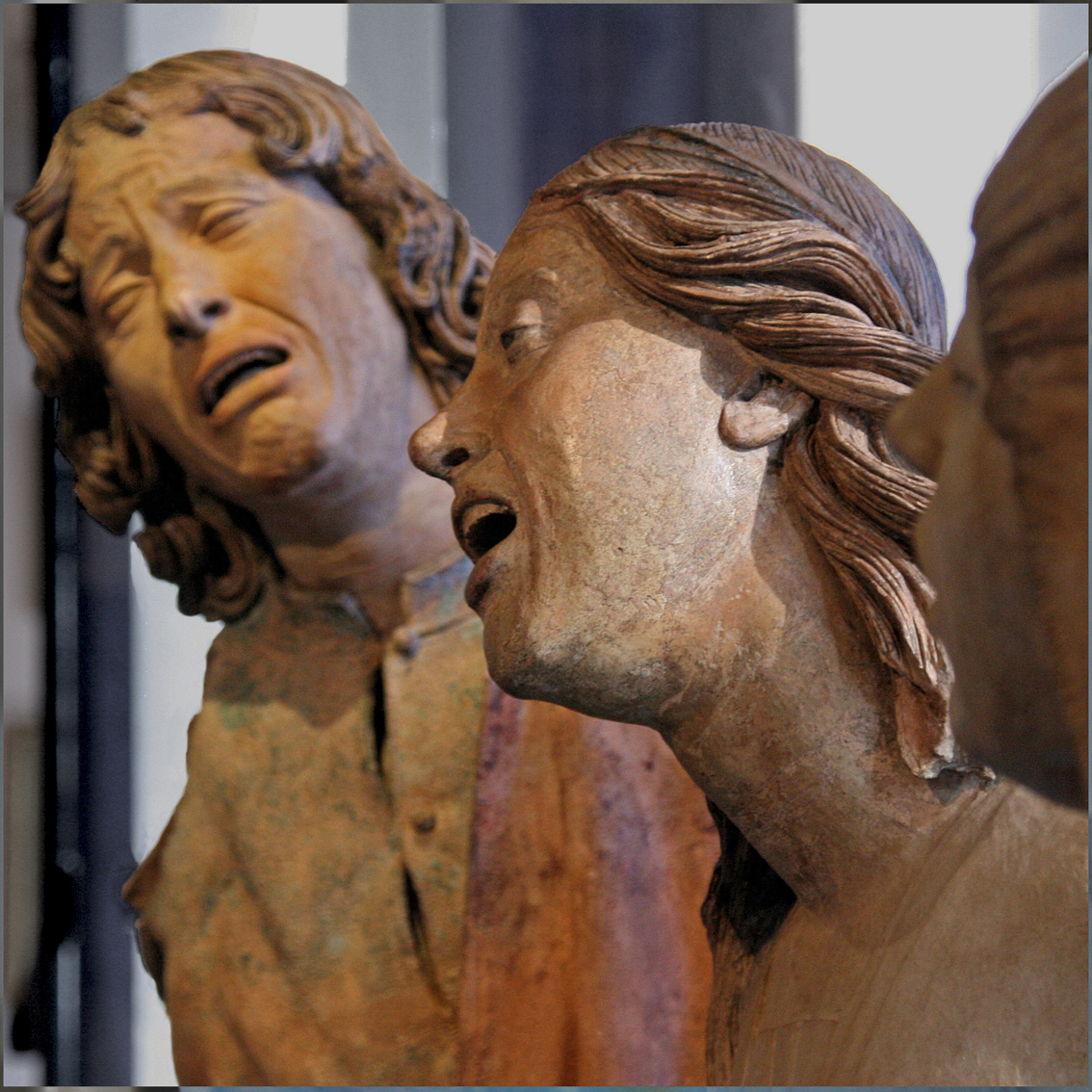
Détail du Compianto su Cristo morto, terre cuite, v. 1485-1489, église Sant'Antonio di Castello, Venise (conservé au musée municipal de Padoue)

## Œuvres

### Sculptures
- Compianto sul Cristo morto, 1476-1477, Busseto, église Santa Maria degli Angeli
- Testa di frate Francescano, Covignano (RN), musée Francescano delle Grazie
- Compianto sul Cristo morto, v. 1477-1479, Modène, église San Giovanni Battista
- Testa di vecchio, Modène, galerie Estense
- Madonna con Bambino, Guastalla (RE), basilique della Pieve
- Presepe (Madonna della Pappa), cathédrale de Modène
- Compianto su Cristo morto, v. 1483-1485, Ferrare, église del Gesù
- Busto di Vergine addolorata, Ferrare, musée municipal d'art antique
- Frammenti di un Compianto, 1489, Padoue, musée municipal[1]
- Bambino che ride (Enrico VIII?), v. 1489, Londres, The Royal Collection[2]
- Busto di Ferdinando I (?), 1491, Naples, musée de Capodimonte[3]
- Compianto sul Cristo morto (it), 1492-1494, Naples, église Sant'Anna dei Lombardi (ou de Monteoliveto)[4]

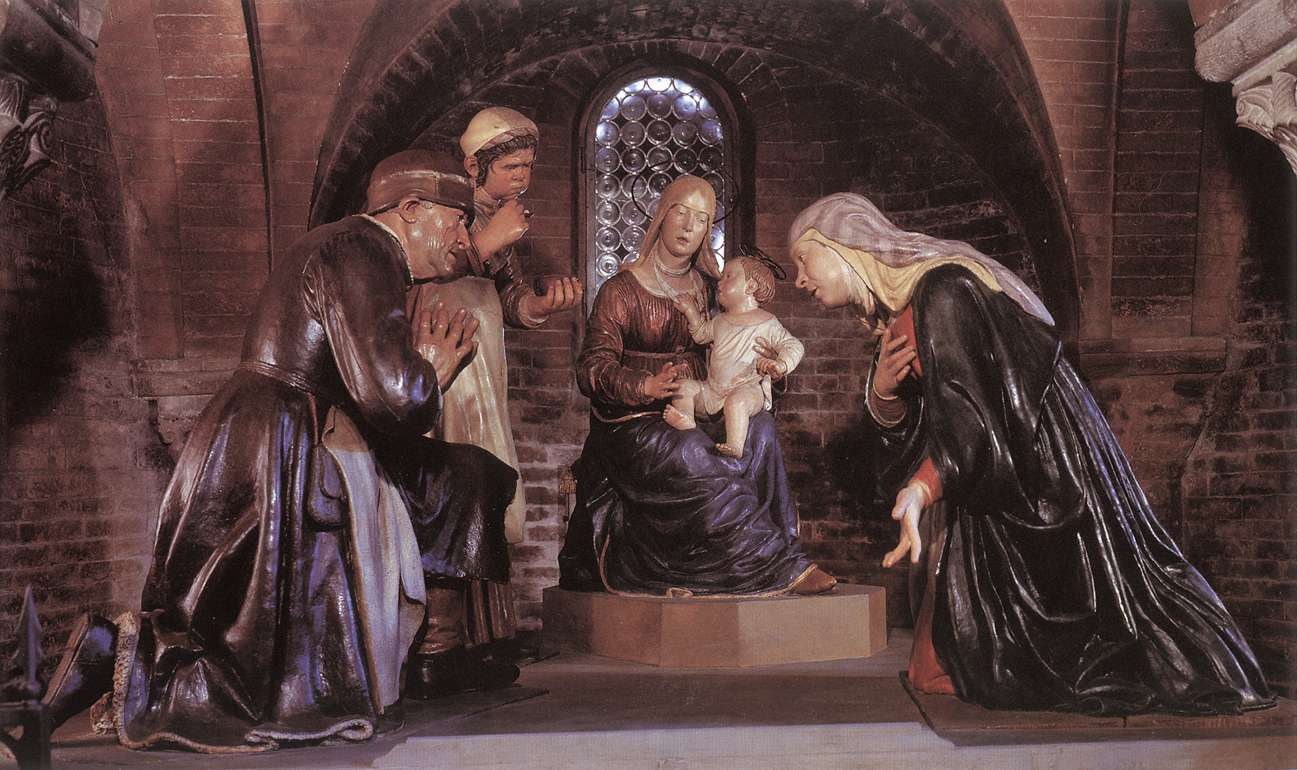
Presepe (crèche), terre cuite, cathédrale de Modène, dite Madonna della Pappa, pour le geste familier de la servante qui souffle sur la pappa (en italien, « pappa » est le nom générique des soupes et panades pour enfants)
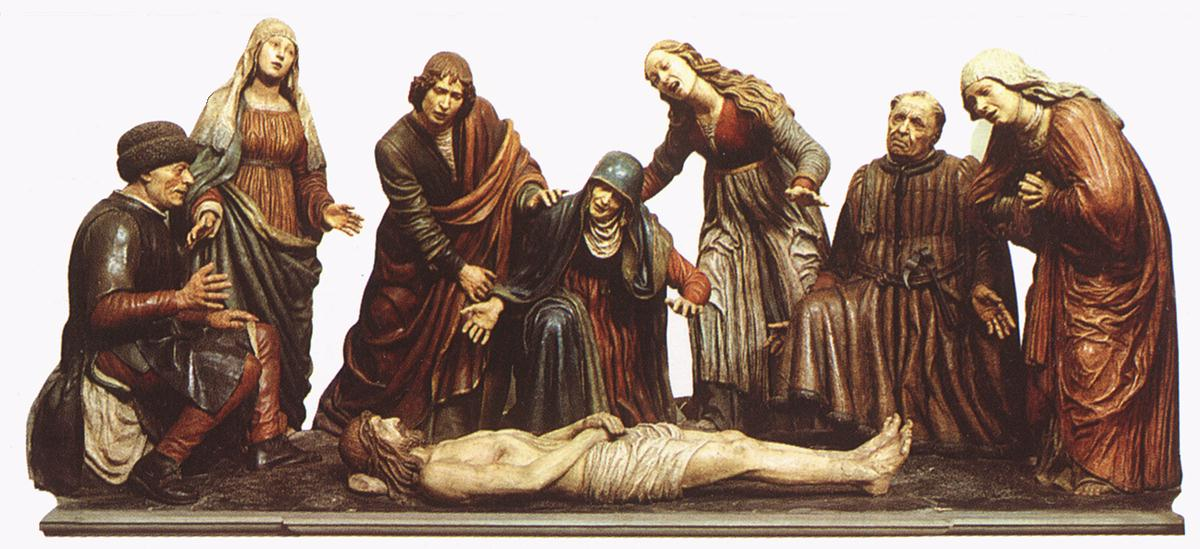
Compianto, terre cuite, v. 1477-1479, église San Giovanni Battista (Modène)
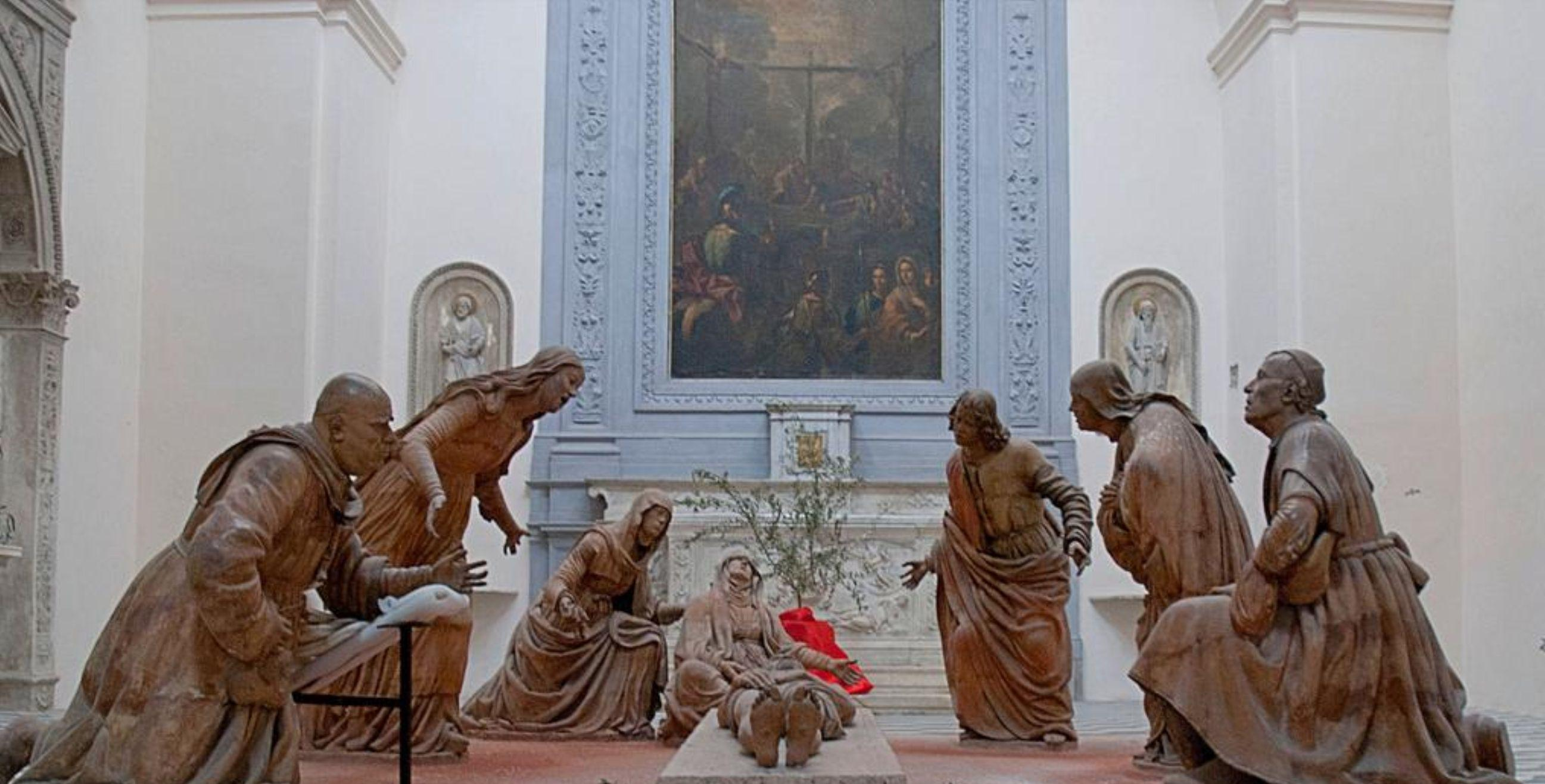
Compianto sul Cristo morto (it), église Sant'Anna dei Lombardi (Naples)
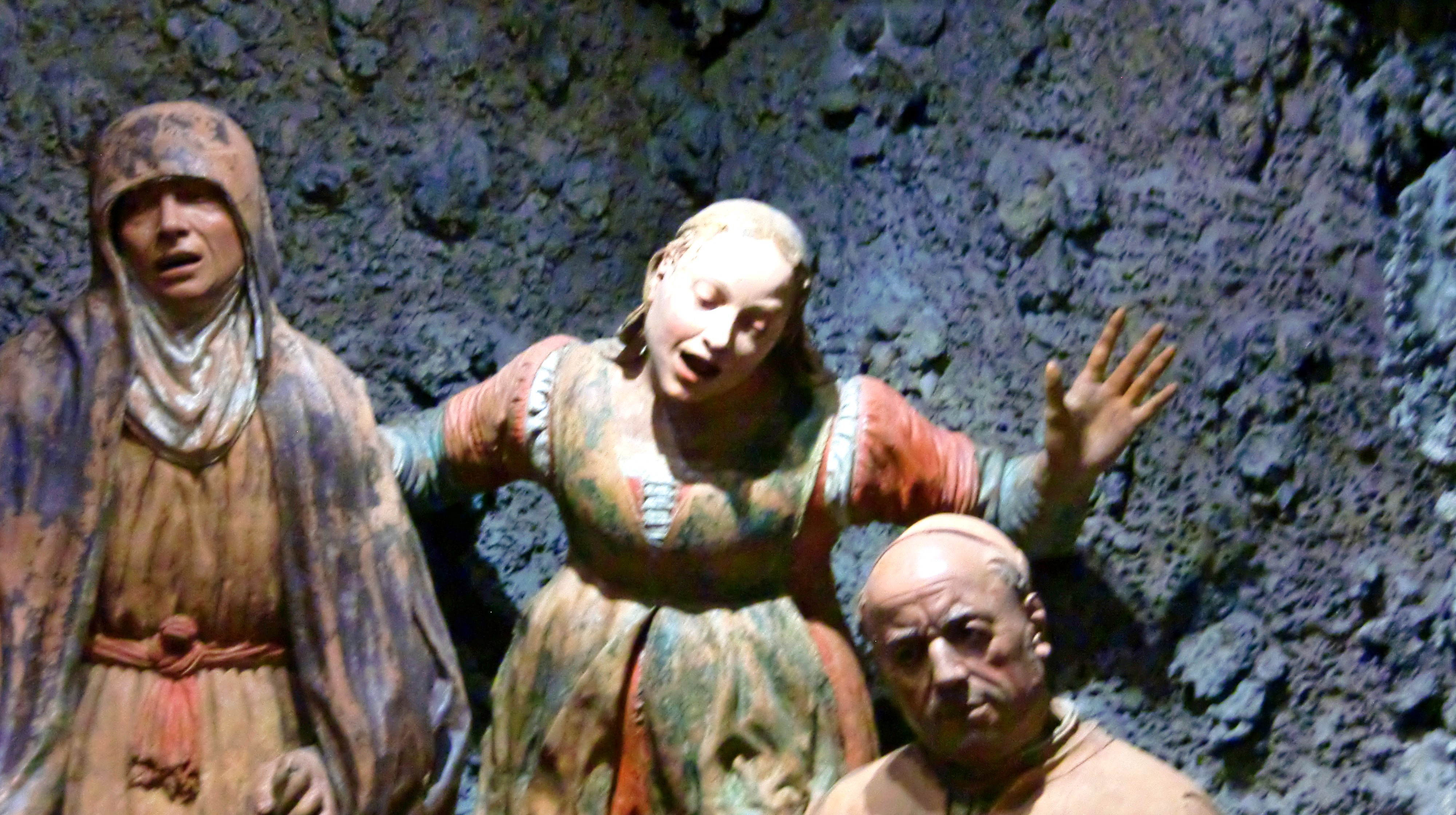
Détail du Compianto de Busseto, v. 1476-1477

### Manuscrits enluminés
C'est l'historien allemand Eberhard Koenig qui a identifié le Maître d'Antoine de Roche avec Guido Mazzoni. Plusieurs manuscrits lui sont attribués :
- L'Abécédaire de Claude de France, 1505, Fitzwilliam Museum, MS159
- Heures Guémadeuc, collection particulière
- Livre d'heures, Abbaye de Mount Angel, Oregon